# Patrick Macnee
Patrick Macnee (født 6. februar 1922, død 25. juni 2015) var en engelsk skuespiller, der var bedst kendt for sin rolle som den hemmelige agent, John Steed, i serien The Avengers, som blev sendt i perioden 1961–1969.